# Arges
Arges em grego:  Άργης; "brilhante"), na mitologia grega, era um ciclope, filho de Gaia e Urano. Trabalhava com Hefesto e forjava raios para Zeus com seus irmãos ciclopes. Participou da Titanomaquia, ajudando Zeus.